# Pau Pla
Pau Pla   ( - segle XVII) va aconseguir el títol de dret i fou canonge de Barcelona i ardiaca de Vilafranca del Penedès. Va ser nomenat rector de la Universitat de l'Estudi General entre 1598-1600. Posteriorment fou oïdor eclesiàstic de la Generalitat, concretament entre 1602-1617